# الگادف
الگادف (به اسپانیایی: Algadefe) یک شهرستان در اسپانیا است که در استان لئن واقع شده‌است.